# (2893) Peiroos
(2893) Peiroos (1975 QD) – planetoida z grupy trojańczyków okrążająca Słońce w ciągu 11,79 lat w średniej odległości 5,18 j.a. Odkryta 30 sierpnia 1975 roku.